# Schistosoma
Rod trematoda, Schistosoma, poznati kao krvni metilji, su parazitski pljosnati crvi koji su odgovorni za znatnu grupu infekcija ljudi zvanu šistozomijaza. Svetska zdravstvena organizacija smatra šistozomijazu drugom najviše socioekonomski devastirajućom parazitskom bolesti, (nakon malarije), sa stotinama miliona infektiranih širom sveta.
Odrasli pljosnati crvi su paraziti krvnih kapilara bilo mezenterijuma ili pleksusa bešike, u zavisnosti od infektirajuće vrste. Oni su jedinstveni među trematodima i mnogim drugim pljosnatim crvima po tome što su dvodomni sa prepoznatljivim polnim dimorfizmom između mužjaka i ženke. Hiljade jaja se oslobađaju i dospevaju bilo u bešiku ili organe za varenje (u zavisnosti od vrste). Ona se zatim izlučuju urinom ili fekalijama u okolinu. Larve potom moraju da prođu kroz fazu u intermedijarnom pužnom domaćinu, pre sledećeg larvnog stupnja parazita koji može da inficira nove sisarske domaćine putem direktne penetracije kože.

## Spoljašnje veze
- British Department for International Development Control of Schistosomiasis
- The World Health Organisation page on Schistosomiasis
- University of Cambridge Schistosome Laboratory Архивирано на веб-сајту  (14. јул 2014)
- Schistostoma parasites overview, biology, life cycle image at MetaPathogen
- Ross, A. G. P.; Sleigh, A. C.; Li, Y.; Davis, G. M.; Williams, G. M.; Jiang, Z.; Feng, Z.; McManus, D. P. (2001). „Schistosomiasis in the People's Republic of China: Prospects and Challenges for the 21st Century”. Clinical Microbiology Reviews. 14 (2): 270—295. PMC 88974 . PMID 11292639. doi:10.1128/CMR.14.2.270-295.2001.